# Hypsophila medialis
Hypsophila medialis là một loài bướm đêm trong họ Noctuidae.